# 松阪農業公園ベルファーム
松阪農業公園ベルファーム（まつさかのうぎょうこうえんベルファーム）は、三重県松阪市にある農業公園。通称はベルファーム。
2004年（平成16年）から は「松阪牛の中の松阪牛」を決める 松阪肉牛共進会が開催されている。

## 概要
2004年（平成16年）4月21日に「都市と農村の交流拠点、自然や農業について学ぶ体験施設として、農業をはじめとする地域産業の振興を支援し、市民の健康及び福祉の向上並びに地域の環境と調和した魅力あるまちづくりに寄与する」ことを目的に設置された。伊勢自動車道松阪ICにほど近く車でのアクセスが良いことや、入場料が無料であることから、人気を博している。
- 所在地：〒515-0845  三重県松阪市伊勢寺町551-3
- 開園時間：9:00 - 21:00（施設により前後あり）
- 休園日：4 - 12月の第2水曜日（祝日の場合は翌日）、1 - 3月の毎週水曜日（祝日の場合は翌日）、1月1日、1月第3火曜日

※臨時休園あり。要確認。

## 歴史
1990年（平成2年）の伊勢自動車道松阪ICの開通を受け、松阪市では周囲の自然を生かした振興計画が持ちあがり、1996年（平成8年）に総務省のリーディングプロジェクト指定を受けて開園した。
- 2004年（平成16年）4月21日 - 開園[6]。指定管理者として財団法人ベルファームが運営する[7]。この年の入場者数は約61万人[6] で、目標の258,000人[8]を上回った。
- 2007年（平成19年）4月1日 - 株式会社松阪協働ファームの管理・運営となる。
- 2008年（平成20年）4月1日 - 日本初の屋外型フィットネスクラブ「ネイチャーフィットネス」を開設。
- 2009年（平成21年）5月1日 - ベルファーム農家市場を開設。

## おもな施設

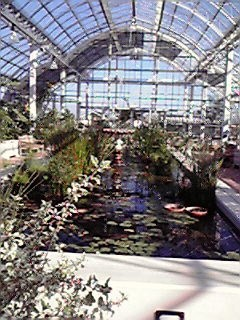
イングリッシュガーデン内グラスハウス

イングリッシュガーデン
ベルファームの象徴的な施設。基本デザインは英国園芸研究家ケイ山田。1.4haの敷地内にそれぞれ異なる表情を持つ9つの庭園があり、季節ごとにさまざまな花木や草花を楽しめる。営業時間は10:00 - 17:00。有料施設であった が、2009年（平成21年）に無料化した。
池・遊歩道
ベルファーム開園前から存在した四郷池（よごいけ）・鬼ヶ窪池・笊池（ざるいけ）の3つの池とビオトープがあり、自然と触れ合える。
学びの農場
一画では、約13m2の畑を1年間利用できる「マイ農園」として、作物の栽培を学べるほか、農業講習会などに参加できる。
わいわい広場
各種イベントが催されるほか、イベントの開かれない日は思い思いに過ごすことができる。
グラウンドゴルフ
8ホールを用意。料金は1時間で大人300円、中学生以下200円（用具貸出代込）。
施設の貸出
技の工房・アートホール・レクチャールーム・蚤の市広場などの施設は借りることができる（有料）。

### 物販施設

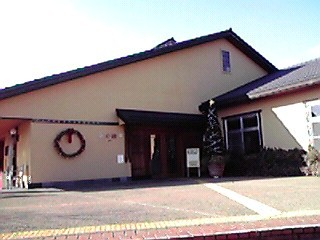
松阪商会
松阪市が誇る松阪牛や松阪木綿などの土産品を販売する。
ベルファーム農家市場
松阪産の野菜や果物を販売する。2009年（平成21年）5月1日開店。

### 飲食施設
お食事処 和の香り
三重県産や松阪産にこだわった食材を使った定食や松阪牛肉を使った牛丼、特産品のモロヘイヤを使った冷やしうどん（夏季限定）、手がきのかき氷（夏季限定）などが楽しめる。
農場レストラン時のぶどう(閉店)
出資者の農業法人モクモクが直営するバイキング形式のレストラン。他の施設と異なり、ランチとディナーがあった。店内にモクモクショップを併設し、ハム・ソーセージ等の販売も行っていた。
ガーデンカフェルーベル
2007年（平成19年）4月に開店 したカフェレストラン。できる限り松阪産、三重県産の食材にこだわった手作りランチやスイーツを提供する。
農場バーベキューレストランMow&Buu（モー&ブー）
2007年（平成19年）5月に開店 したバーベキューレストラン。良質な黒毛和牛と県産ブランド豚、そして地元の採れたて野菜をオーダーバイキングで楽しめる。
ひな野
時のぶどう跡にオープンした伊勢市に本社を置くダイム (企業)が経営するビュッフェ形式のレストラン。

## 経営
2007年（平成19年）以降、指定管理者制度により、松阪市に指定された株式会社松阪協働ファーム（まつさかきょうどうファーム）が運営している。同社の資本金は420万円、従業員は28名である。代表取締役は三重大学名誉教授で農学者出身の大原興太郎。出資者は以下のように三重県の企業からなる。
- 有限会社農業法人モクモク - 伊賀の里モクモク手づくりファームを運営する企業。
- みえなか農業協同組合 - 隣接するウエストパーク松阪の運営も行う。
- 松阪飯南森林組合
- 三重スローライフ協会
- 三十三銀行

## 交通

### 自動車
- 伊勢自動車道松阪ICより三重県道59号松阪第2環状線を東へ約500m。
- 駐車場：無料、710台（普通車700台、バス10台）

### 公共交通
- JR・近鉄 松阪駅よりタクシーにて約20分
  - 「ベルファーム乗り合いタクシー」も利用可能（料金は800円）。

## その他
松阪市職員の名刺の図柄の一つとして、2009年（平成21年）7月2日からベルファームが採用された。